# Гривцов Георгій Олександрович
Гривцов Георгій Олександрович — радянський російський художник-постановник театру і кіно.

## Біографія
Народився 2 травня 1905 р. Навчався в Одеському інституті образотворчого мистецтва (1927—1930). З 1928 р. працював у театрі.
З початку 30-х років працював у кінематографі. Брав участь у створенні ряду фільмів, що стали з часом класикою радянського кіно: «Цирк» (1936), «Волга-Волга» (1938), «Дівчина з характером» (1939), «Серця чотирьох» (1941) та ін.
Помер 6 січня 1968 р. Похований у Москві на Новодівичому кладовищі.

## Фільмографія
Брав участь у створенні кінокартин:
- «В останню ніч» (1933, у співавт. з Я. Фельдманом)
- «Льотчики» (1935)
- «Цирк» (1936)
- «Волга-Волга» (1938, у співавт. з Михайлом Карякіним)
- «Дівчина з характером» (1939)
- «Серця чотирьох» (1941)
- «Боксери» (1941, Одеська кіностудія, реж. В. Гончуков)
- «Антоша Рибкін» (1942, у співавт. з В. Єгоровим)
- «У квадраті 45» (1955)
- «Пігмаліон» (1957, т/ф)
- «Людина людині» (1958)
- «У нашому місті» (1959, к/м)
- «Суд божевільних» (1961, у співавт. з Й. Шпінелем та А. Соколовим)
- «Іван Рибаков» (1961, фільм-спектакль, у співавт. з О. Кузнєцовим) тощо.